# Ufa Aréna

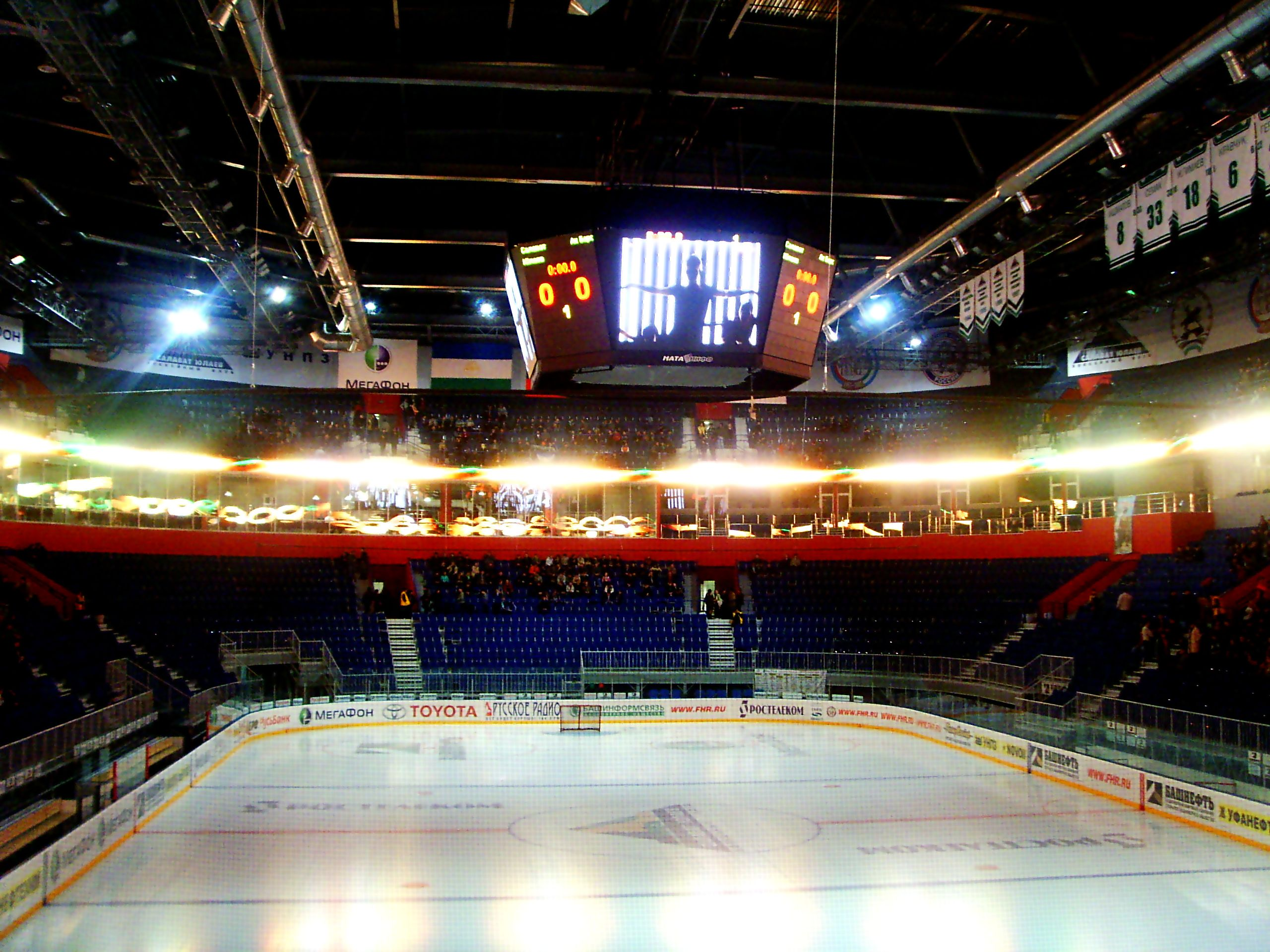
Az Ufa Aréna belső tere

Az Ufa Aréna egy 8522 férőhelyes többcélú aréna Ufában, Oroszországban, amelyet 2007-ben nyitottak meg. Az ufai Trud Stadion helyén épült, amelyet 2005-ben lebontottak. A Szalavat Julajev jégkorongcsapatának otthona, mely a Kontinentális Jégkorong Ligában szerepel.
Az első események az arénában a Kanada és Oroszország juniorcsapatai közötti jégkorongsorozat első két mérkőzése volt.
Az aréna a 2013-as junior jégkorong-világbajnokság elsődleges helyszíneként szolgált, amelyet 2012 decemberének utolsó hetétől 2013 januárjának első hetéig játszottak.

## Története
Az Ufa Aréna a Trud Stadion kis sportarénájának helyén épült, ahol a Szalavat Julajev jégkorongcsapat 1961-ben játszotta első nemzetközi mérkőzéseit. Az arénát helyi építőipari szervezetek építették és az 1. számú építészeti műhely szakemberei tervezték. Az építkezés körülbelül két évig tartott, és a jégpalota üzembe helyezését Baskíria orosz államhoz való csatlakozásának 450. évfordulójának megünneplésére időzítették.
Az eredeti projekt a második szakasz megépítését írta elő: fedett korcsolyapálya 640 néző számára lelátóval és többszintes parkolóval. Az Ufa Aréna második szakaszának ünnepélyes megnyitójára 2011. november 20-án került sor. Az ünnepségen részt vett a Baskír Köztársaság elnöke, Rusztem Hamitov, a Basnyefty vezetőségének képviselői és Ufa polgármestere.

## Jellemzők
Fő aréna
- Teljes terület: 29 070  m²
- Nézői ülőhelyek száma: 8522
- Felszíni parkoló: 996 férőhelyes
- A játéktér mérete:
  - 60 × 28 m (2020-tól)
  - 60 × 30 m (2007–2020)

Kis jégpálya
- Teljes terület: 8300 m²
- Nézői ülőhelyek száma: 640
- Fedett parkoló: 222 férőhelyes
- A játéktér mérete: 60 × 30 m

## Fordítás
- Ez a szócikk részben vagy egészben  az   Ufa Arena című angol Wikipédia-szócikk ezen változatának fordításán alapul.  Az eredeti cikk szerkesztőit annak laptörténete sorolja fel. Ez a jelzés csupán a megfogalmazás eredetét és a szerzői jogokat jelzi, nem szolgál a cikkben szereplő információk forrásmegjelöléseként.